# خايرو هينريكز
خايرو هينريكز (بالإسبانية: Jairo Henríquez) هو لاعب كرة قدم سلفادوري في مركز الهجوم، ولد في 31 أغسطس 1993 في سان سلفادور في السلفادور. شارك مع منتخب السلفادور تحت 20 سنة لكرة القدم ومنتخب السلفادور تحت 23 سنة لكرة القدم ومنتخب السلفادور لكرة القدم. أما مع النوادي، فقد لعب مع نادي سانتانيكوس أسوشيتد.

## وصلات خارجية
- خايرو هينريكز على موقع قاعدة بيانات كرة القدم.إي يو (الإنجليزية)
- خايرو هينريكز على موقع ناشيونال فوتبول تيمز (الإنجليزية)
- خايرو هينريكز على موقع Soccerway.com (الإنجليزية)